# Ananya Khare
Ananya Khare (ur. 16 marca 1968 w indyjskim stanie Madhya Pradesh (Ratlam)) - to bollywoodzka aktorka nagrodzona za drugoplanową rolę w Chandni Bar i nominowana za drugoplanową rolę bratowej tytułowego bohatera w Devdas. Grała też w The Film (2005) z Irfan Khanem i Mahima Chaudhry i w wielu filmach TV (serial „Nirmala”). 

## Filmografia
- Chandni Bar (2001) ... Deepa Pandey (bar-girl), przyjaciółka Mutaz
- Devdas (2002) ... Kumud Mukherjee, bratowa Devdasa
- The Film (2005) ... Nandini Shetty

Po ślubie w 2004 roku wyjechała z mężem do Ameryki.